# 潘达里耶
潘达里耶（Pandariya），是印度恰蒂斯加尔邦Kawardha县的一个城镇。总人口12453（2001年）。

## 人口
该地2001年总人口12453人，其中男性6398人，女性6055人；0—6岁人口1964人，其中男1014人，女950人；识字率59.17%，其中男性为69.32%，女性为48.44%。